# نادي جورينيه فيلينيه لكرة اليد
نادي جورينيه فيلينيه لكرة اليد هو نادي كرة يد في سلوفينيا تأسس في 1958 يقع مقره في فيلينيه. يلعب في الدوري السلوفيني لكرة اليد. تبلغ سعة ملعبه 2500 متفرجا.